# 薩姆索內
50°56′48″N 31°2′8″E / 50.94667°N 31.03556°E
薩姆索内（烏克蘭語：Самсони），是烏克蘭北部切爾尼希夫州切爾尼希夫區奥斯泰尔市镇的村庄。始建於1890年，面積0.47平方公里，海拔高度123米，2001年人口105，人口密度每平方公里222人。